# Baraucy (rejon orszański)
Baraucy (biał. Бараўцы; ros. Боровцы, Borowcy) – wieś na Białorusi, w obwodzie witebskim, w rejonie orszańskim, w sielsowiecie Wuscie, nad Dnieprem.